# Ferenc Erdei
Ferenc Erdei (på ungerska Erdei Ferenc), född 24 december 1910 i Makó, död 11 maj 1971 i Budapest, var en ungersk politiker och sociolog.
Erdei var Ungerns inrikesminister 1944-1945, jordbruksminister 1949-1953 samt justitieminister 1953-1954.